# Экранирование в модели Томаса — Ферми
Экранирование в модели Томаса — Ферми - это теоретический подход к расчету влияния экранирования электрического поля носителями заряда в твердом теле. Это особый случай более общего подхода в теории Линдхарда; в частности, экранирование Томаса-Ферми возникает как предельный случай формулы Линдхарда, когда волновой вектор (величина, обратная характерному размеру) намного меньше, чем фермиевский волновой вектор, то есть в длинноволновом пределе.
Волновой вектор Томаса-Ферми (в системе единиц СГС) записывается в виде
{\displaystyle k_{0}^{2}=4\pi e^{2}{\frac {\partial n}{\partial \mu }}}
где μ — химический потенциал (уровень Ферми), n — электронная концентрация и е — это элементарный заряд.
Во многих случаях, включая слаболегированные полупроводники, n∝еμ/кBТ, где kB — это постоянная Больцмана и T — температура. В этом случае
{\displaystyle k_{0}^{2}=4\pi e^{2}n/(k_{B}T)}
то есть 1/к0 определяется по привычной формуле для дебаевской длины. В противоположном случае, в низкотемпературном пределе Т=0,
электроны ведут себя как квантовые частицы (фермионы). Такая аппроксимация применима к металлам при комнатной температуре, и волновой вектор Томаса-Ферми kTF приведенный в атомных единицах составляет
{\displaystyle k_{TF}^{2}=4\left({\frac {3n}{\pi }}\right)^{1/3}}.
Тогда при использовании единиц СГС (масса электрона {\displaystyle m_{e}} и постоянная Планка {\displaystyle \hbar }на волновые вектора для экранировки связаны соотношением {\displaystyle k_{0}^{2}=k_{TF}^{2}(m_{e}/\hbar ^{2})}.
Данное выражение применимо только для трёхмерной задачи в одномерном и двумерном случаях надо использовать теорию Линдхарда.

## Вывод

### Связь между плотностью электронов и внутренним химическим потенциалом
Внутренний химический потенциал (тесно связан с уровнем Ферми, см. ниже) системы электронов описывает, сколько энергии требуется затратить, чтобы добавить лишний электрон в систему, пренебрегая электрической потенциальной энергией. Очевидно, что по мере увеличения числа электронов в системе (при прочих равных), внутренний химический потенциал возрастает. Это обусловлено тем, что электроны удовлетворяют принципу Паули: уровни с меньшей энергией заполнены, поэтому новые электроны должны занимать все более высокие энергетические состояния. (Впрочем, это верно и в целом, независимо от принципа Паули.)
Эта взаимосвязь описывается функцией {\displaystyle n(\mu )}, где n, электронная плотность является функцией μ, внутренний химический потенциал. Точная функциональная форма зависит от системы. Например, для трехмерного газа невзаимодействующих электронов при абсолютном нуле температуры, верно соотношение {\displaystyle n(\mu )\propto \mu ^{3/2}}. Доказательство: с учётом спинового вырождения,
{\displaystyle n=2{\frac {1}{(2\pi )^{3}}}{\frac {4}{3}}\pi k_{F}^{3}\quad ,\quad \mu ={\frac {\hbar ^{2}k_{F}^{2}}{2m}}\quad ,\quad n\propto \mu ^{3/2}.}
(в этом контексте—то есть при абсолютном нуле—внутренний химический потенциал чаще называют энергией Ферми).
В качестве другого примера, для полупроводника n-типа при низких и умеренных концентрациях электронов, {\displaystyle n(\mu )\propto e^{\mu /k_{B}T}} где kB — это постоянная Больцмана и T — температура.

### Локальная аппроксимация
Основное предположение в модели Томаса-Ферми заключается в том, что внутренний химический потенциал в каждой точке r зависит только от электронной концентрации в этой точке r. Это не выполняется всегда потому, из-за принципа неопределенности Гейзенберга. Электрон не может существовать в одной точке; каждый расплываться в волновой пакет, который имеет размер ≈ 1/kF, где kF — это волновое число Ферми, то есть типичное волновое число для состояний на Ферми-поверхности. Поэтому нельзя определить химический потенциал в одной точке, независимо от электронной плотности в близлежащих точках.
Тем не менее, модель Томаса-Ферми, скорее всего, будет достаточно точной аппроксимацией, если потенциал не сильно изменяется на длинах сравнимых или меньших чем 1/kF. (Эта длина обычно соответствует нескольким атомным расстояниям в металлах.)

### Электроны в равновесии, нелинейное уравнение
Наконец, в модели Томаса-Ферми предполагается, что электроны находятся в равновесии, что означает, что суммарный химический потенциал одинаков во всех точках. (В электрохимической терминологии, «электрохимический потенциал электронов одинаков на всех точках». В физике полупроводников «уровень Ферми плоский».)
Для этого необходимо, чтобы колебания внутреннего химического потенциала соответствовали равным и противоположным по знаку изменениям в электрической потенциальной энергии. Это утверждение порождает «основное уравнение нелинейной модели Томаса-Ферми»:
{\displaystyle \rho ^{\text{induced}}(\mathbf {r} )=-e[n(\mu _{0}+e\phi (\mathbf {r} ))-n(\mu _{0})]}
где n(μ)- функция которую обсуждали выше (плотность электронов как функция внутреннего химического потенциала), e — это элементарный заряд, r — позиция, и {\displaystyle \rho ^{\text{induced}}(\mathbf {r} )} это индуцированный заряд в точке r. Электрический потенциал {\displaystyle \phi } определяется таким образом, что {\displaystyle \phi (\mathbf {r} )=0} в точках, где материал не имеет заряда (число электронов в точности равно числу ионов — условие электронейтральности), и аналогично μ0 определяется как внутренний химический потенциал в точках, где материал не имеет заряда.

### Линеаризация, диэлектрическая функция
Если химический потенциал не слишком сильно изменяется, то вышеприведенное уравнение линеаризуется:
{\displaystyle \rho ^{\text{induced}}(\mathbf {r} )\approx -e^{2}{\frac {\partial n}{\partial \mu }}\phi (\mathbf {r} )}
где {\displaystyle \partial n/\partial \mu } оценивается при μ0 и воспринимается как постоянная величина.
Теперь можно преобразовать это выражение в диэлектрическую функцию зависящую от волнового вектора:
{\displaystyle \epsilon (\mathbf {q} )=1+{\frac {k_{0}^{2}}{q^{2}}}} (СГС-Гаусса)
где
{\displaystyle k_{0}={\sqrt {4\pi e^{2}{\frac {\partial n}{\partial \mu }}}}}
На больших расстояниях (q→0), диэлектрическая постоянная приближается к бесконечности, отражая тот факт, что заряды всё ближе и ближе к идеальной экранировке, как если бы наблюдать за ними издалека.

## Пример: точечный заряд
Если точечный заряд Q находится при r=0 в твердом теле, то какое электрическое поле он создаст если учитывать экранировку?
Кто-то ищет самосогласованное решение системы двух уравнений:
- Формула для экранирования Томаса-Ферми задаёт плотность зарядов в каждой точке r как функция потенциала {\displaystyle \phi (\mathbf {r} )} в этой точке.
- Уравнение Пуассона (выводится из закона Гаусса) связывает вторую производную потенциала с плотностью заряда.

Для нелинейной формулы Томаса-Ферми, решение этих уравнений одновременно может быть сложно, и, как правило, не существует аналитического решения. Однако линеаризованная формула имеет простое решение:
{\displaystyle \phi (\mathbf {r} )={\frac {Q}{r}}e^{-k_{0}r}}(СГС-Гаусса)
С k0=0 (отсутствие экранировки), это выражение становится привычным законом Кулона.
Обратите внимание, что существует эффект диэлектрической проницаемости в дополнение к экранированию что обсуждали выше, например, вследствие поляризации неподвижных электронов ядра. В этом случае, следует заменить Q на Q/ε, где ε-относительная диэлектрическая проницаемость за счет этих вкладов.

## Результаты для произвольной температуры

Эффективная температура для экранирования в модели Томаса-Ферми. Примерный фит объясняется в статье, и использует степень p=1.8.

{\displaystyle k_{0}} функция температуры и энергии Ферми {\displaystyle E_{F}}Это накладывает условие на внутренний химический потенциал {\displaystyle \mu }, для нахождения которого нужно привлекать обратный интеграл от распределения Ферми-Дирака: 
{\displaystyle \mu /k_{B}T=\Gamma (3/2)F_{1/2}^{-1}\left[{2 \over 3}\left({E_{F} \over T}\right)^{3/2}\right]}.
{\displaystyle k_{0}} можно выразить в терминах эффективной температуры {\displaystyle T_{eff}}: {\displaystyle k_{0}^{2}=4\pi e^{2}n/k_{B}T_{eff}}, или {\displaystyle k_{B}T_{eff}=n\partial \mu /\partial n}. Общий результат для {\displaystyle T_{eff}}
{\displaystyle {T_{eff} \over T}={4 \over 3\Gamma (1/2)}{(E_{F}/k_{B}T)^{3/2} \over F_{-1/2}(\mu /k_{B}T)}}
В классическом пределе {\displaystyle k_{B}T\gg E_{F}} мы находим {\displaystyle T_{eff}=T}, хотя в пределе вырождения {\displaystyle k_{B}T\ll E_{F}} мы найдем {\displaystyle k_{B}T_{eff}=(2/3)E_{F}}. Простое приближение, которое восстанавливает оба предельных случая {\displaystyle k_{B}T_{eff}=\left[(k_{B}T)^{p}+(2E_{F}/3)^{p}\right]^{1/p}} для любой степени {\displaystyle p}. Значение, которое дает хорошее соглашение с точным результатом для всех {\displaystyle k_{B}T/E_{F}} это {\displaystyle p=1.8}, это значение имеет максимальную относительную погрешность < 2,3 %.

## Список литературы
1. 1 2 3  N. W. Ashcroft and N. D. Mermin, Solid State Physics (Thomson Learning, Toronto, 1976)